# Milostná předehra

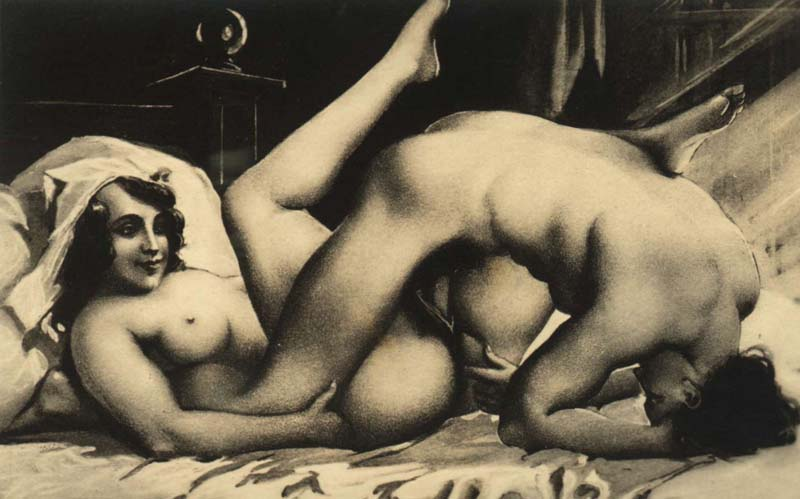
Milostná předehra múže být pojata jako prozkoumávání

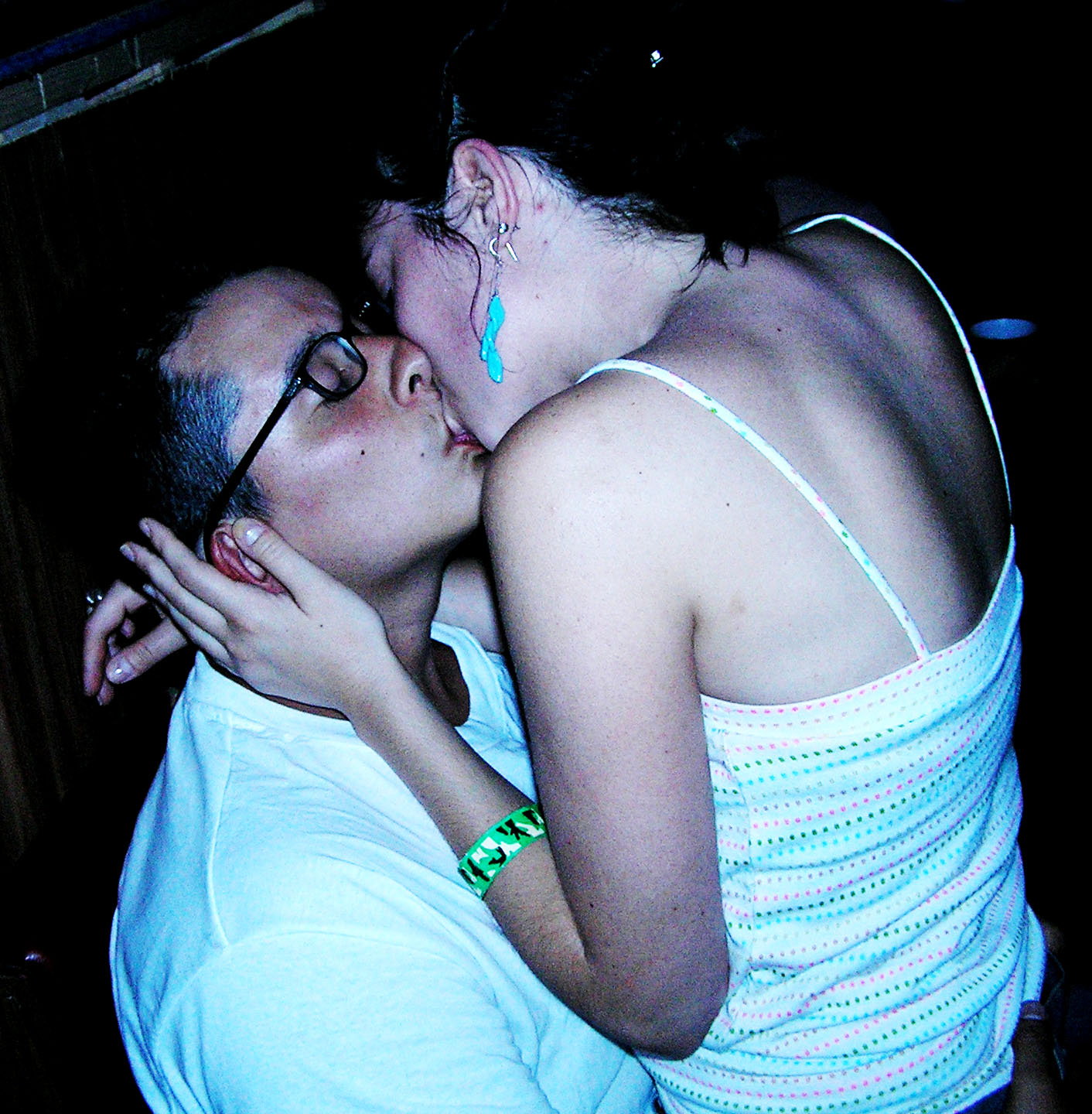
Polibky dokáží mnohé dvojice silně vzrušovat. Orální slastí se zabýval i Freud

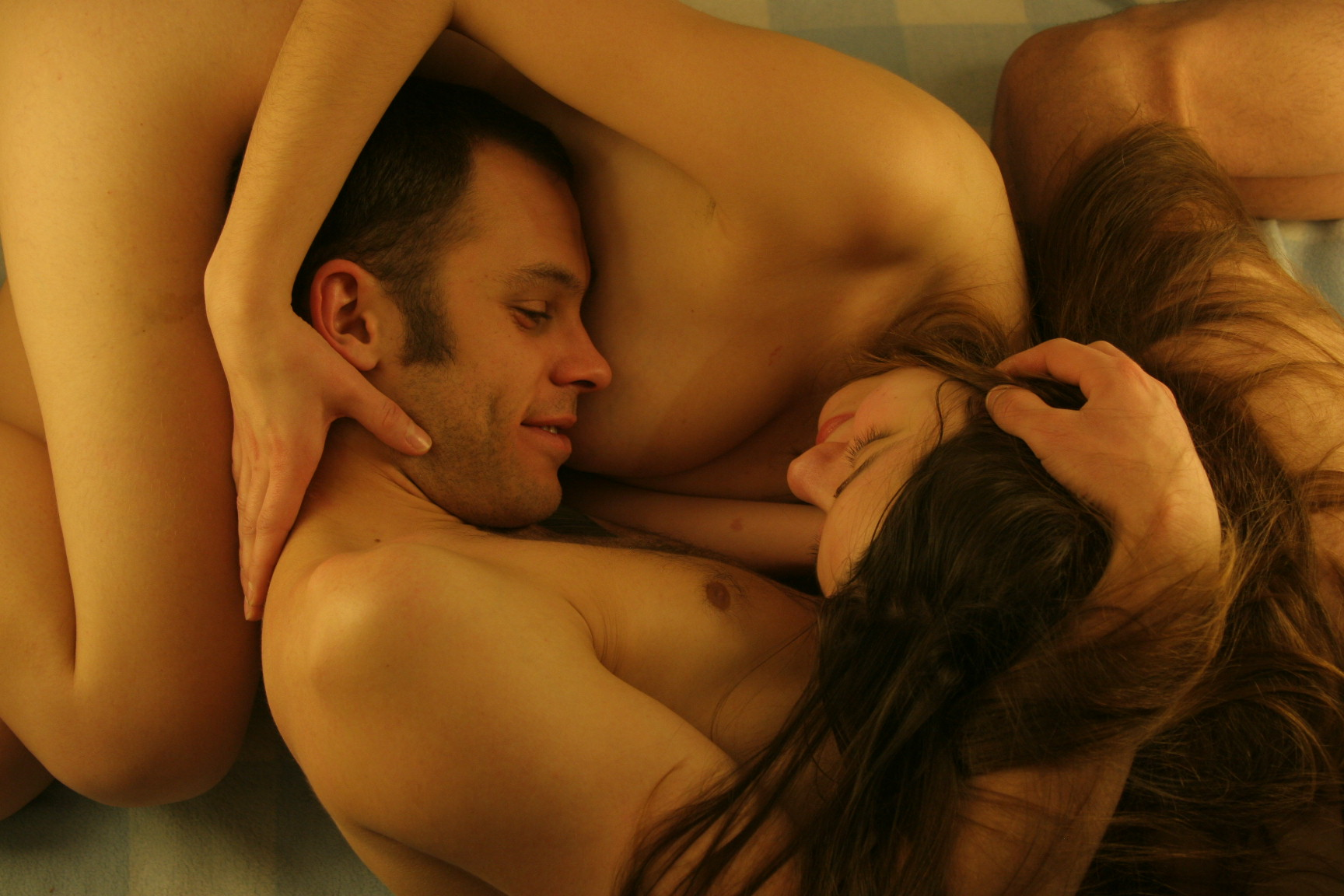
Vzájemná objetí nabudí pocit porozumění a souladu

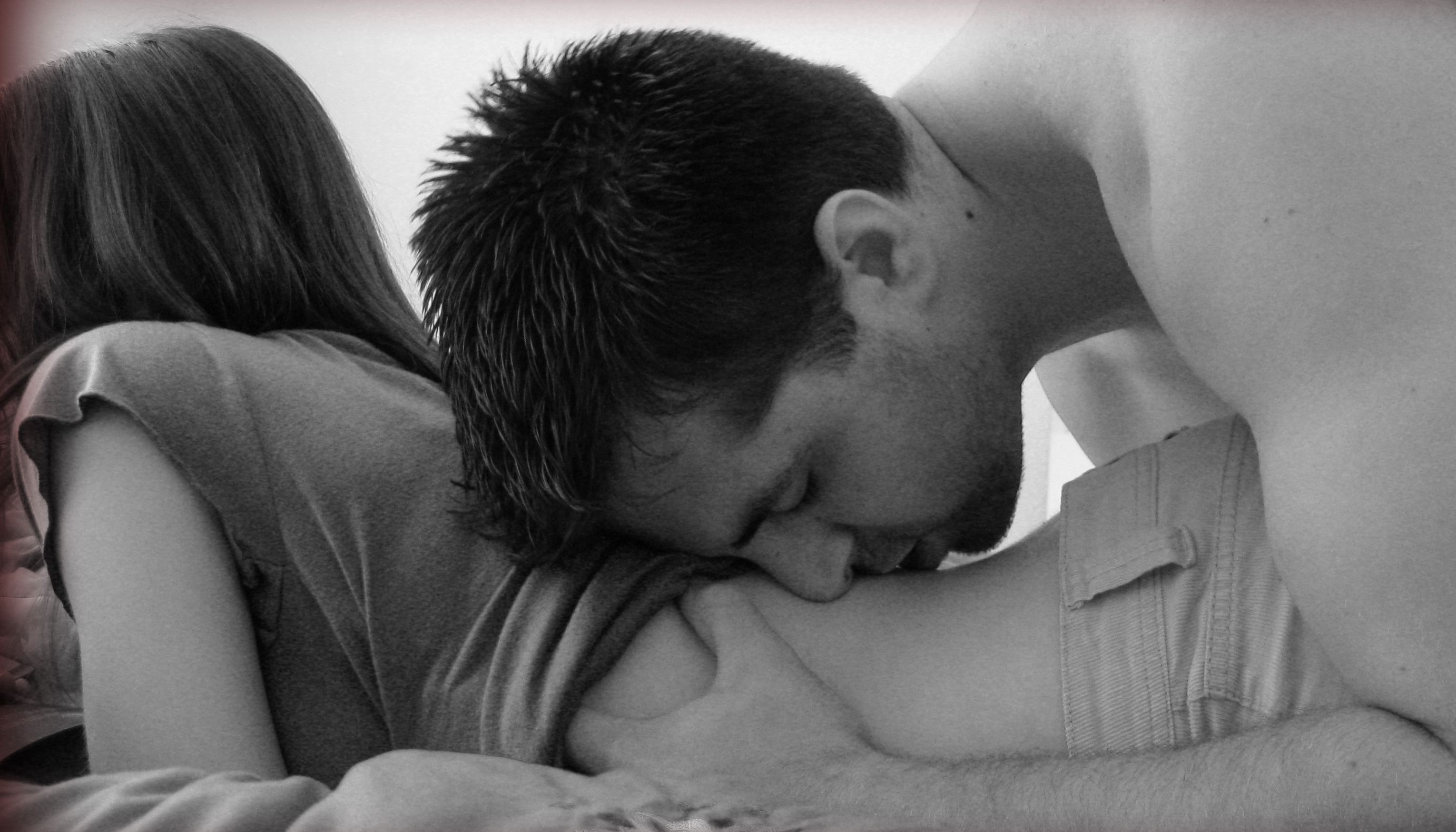
Doteky před pohlavním stykem stimulují smysly partnerů

V lidském sexuálním chování milostná předehra je fyzická intimita na začátku sexuální schůzky za účelem navození sexuálního vzrušení, nejčastěji jako součást přípravy na sexuální styk nebo jinou činnost za účelem dosáhnutí orgasmu.
Milostná předehra se u jednotlivých kultur odlišuje. Obvyklé činnosti, které možno považovat za formu milostné předehry:
- hlazení erotogenních zón, např. stimulace bradavek
- líbání
- držení za ruku, kolem pasu atd.

Sexuologové tvrdí, že je velice ceněn osobní přínos, kreativita a pestrost při sexuálním chování během pohlavního styku, zejména s ohledem na potěšení partnera. Podle některých autorů ženy považují muže, který soustředí svou pozornost pouze na své pohlavní orgány a své maximální uspokojení, nikoliv za schopného a výjimečného muže, ale za sobce, se kterým nebude společný život plnohodnotný. Předehra a pohlavní styk tak může být vhodným způsobem hodnocení a výběru partnera v situaci, kdy méně kontroluje své projevy.
Součástí milostné předehry tak bývá nejen držení se mezi partnery za ruku, kolem pasu, hlazení erotogenních zón a líbání, ale i vzájemné dotyky na citlivých místech (petting), a manipulace nebo olizování pohlavních orgánů. Milostná předehra není pouhým ohmatáváním, ohledáváním povrchu nebo masáží. Je prováděna se sexuální touhou a s cílem vzrušit partnera a schopnost empatie hraje velkou roli v uspokojivém výsledku. Tato empatie je založena obvykle na zkušenostech partnerů a u nezkušených partnerů mohou být reakce na podněty zcela různé, například žádné, a to i v důsledku strnulosti z nervozity nebo podvědomého strachu, nebo doporučení, či představ o sexualitě.
Jsou popsány případy, že byly vlivem vštěpovaných "morálních" zásad natolik deformovány představy sexuality, že se dívka odmítala líbat, aby nezhřešila, nicméně při pohlavním styku byla velmi aktivní. Takovou dezinformací, možná původně lží rodičů, byla u případů (v USA 20. století) popisovaných A. Ch. Kinseyem, představa, že se dítě narodí, pokud se dvě osoby líbají. Výsledkem bylo, že se když se osvícený pár poradil se sexuologem s tím, že žena nemůže otěhotnět, zjistil, že nemají penetrativní pohlavní styk. Podobnou situací byla představa, že pohlavní styk může být proveden po svatbě, v posteli, žena má strnule ležet, muž na ní tiše v misionářské poloze "vykonává soulož" a snaží se nepotit a nefunět.
Dotýkat se cizího pohlavního orgánu (nebo i vlastního) je někdy stále považováno za něco špatného, zvráceného nebo nehygienického. Přitom manipulace s pohlavním orgánem partnerem je zdrojem významného vzrušení. Například pokud muž dráždí zevní pohlavní orgány ženy koncem penisu vedeného rukou, může jí takto velmi dobře připravit pro očekávané vsunutí penisu. Tuto aktivitu může ale při manipulaci penisem úspěšně provádět i žena. Překážkou může být však právě vštípená nechuť dotknout se pohlavního orgánu partnera. Pokud má být sexuální život a pohlavní styk opravdu uspokojivý (s výjimkou u sexuálních násilníků), neměl by však žádný z partnerů druhého nutit k nějakým úkonům, zejména ne násilím a vydíráním. Některé takové chování je možné považovat za znásilnění, za které je možné někdy označit násilím provedené sexuální praktiky mezi manželi.
Prožívání pocitů partnera může být zdrojem slasti a stimulem. Z tohoto důvodu je někdy doporučováno mírně "přehrávat" pocity slasti. Mezi ženami bývá vděčným tématem diskusí nakolik je přehrávání během pohlavního styku vhodné nebo nevhodné. Je známo, že mírné hodnověrné "přehrávání", zejména vokální projevy, smyslné věty, zvyšuje uspokojení u obou partnerů a zvyšuje atraktivitu a sebeúctu. V případech sexuálních násilníků jsou předehrou a stimulem projevy strachu oběti, výkřiky, gesta, vybuzující pocit síly a nadřazenosti u násilníka.
Pokud například při nebo po svlečení dojde nebo nedojde k erekci u muže, někdy to nezkušení jedinci vnímají jako projev slabosti, ačkoliv tento fakt není důležitý. Velmi důležitá je naopak celková psychická pohoda a sebejistota. Během předehry může dojít k vyvrcholení partnera. Ačkoliv to muži vnímají jako ponížení a svoji slabost, je doporučováno uspokojit partnera jiným způsobem, který by nezkazil hezký večer.
Po milostné předehře nemusí následovat spojení pohlavními orgány nebo dokonce vyvrcholení, ale sama o sobě může být uspokojivá a některým ženám pohlavní styk bez vsunutí ztopořeného penisu do pochvy dlouhodobě vyhovuje i více, jsou-li uspokojeny jinak. Navíc způsob, jakým se k sobě parteři chovají, je pro vztah ale i sexuální život důležitější než nevyvrcholení či vyvrcholení při pohlavním styku. Sexuální chování je především způsob komunikace a schopnost dorozumět se bytostí, které se vzájemně doplňují; těl a duší, které se spojením stávají v jedno.
Zřejmě nelze tvrdit, že základem uspokojení z pohlavního styku je dokonalá hygiena partnerů, nicméně přiměřená čistota je dobrým předpokladem mnoha aktivit s ním spojenými a nadějí, že nedojde k nakažení žloutenkou. Jde pouze o přiměřenou čistotu, pohlavní styk s potem páchnoucí osobou může být nepříjemný, stejně jako někdy naopak příjemný. Některé aktivity, které jsou považovány za příjemné nebo módní, způsobují úmyslné znečištění partnerem (zlatá sprcha). Tyto aktivity, považované před, nebo během pohlavního styku za zpestření, je vhodné vykonávat ve vhodném prostředí, například v koupelně, a nemusejí vyhovovat všem, nebo každému partnerovi.
K sexuálnímu vzrušení a oboustranně uspokojujícímu pohlavnímu styku mezi jedinci není třeba milostná předehra. Milostná předehra však může vést k vystupňování sexuální touhy a být oboustranně vnímána jako žádoucí a zábavná součást pohlavního styku. Součástí předehry nebo pohlavního styku mohou být zábavné aktivity, doplňky od společného jídla a pití přes předem vybrané oděvy a doplňky po sexuální pomůcky, nebo použití určitých symbolických artefaktů a vyhledání vhodného prostředí. Pohlavní styk a sexuální aktivity jsou z velké části závislé na sociálních a psychických zkušenostech a na prostředí, v kterém jedinci vyrůstají. Jde o smyslové prožívání situace a reakce jsou dány nejen fyziologickými pochody, zvykovými pravidly, ale i momentálním psychickým rozpoložením. Zejména chování před a během pohlavního styku jsou dány zvykovými pravidly a individuálními sklony. Často je za vhodnou milostnou předehru považováno vzájemné svlékání mezi partnery.